# 2014年太平洋颶風季
2014年太平洋颶風季是每年一度全球熱帶氣旋產生週期的一部分。東太平洋颶風季從2014年5月至2014年11月結束；而中太平洋颶風季從2014年6月開始，至2014年11月結束。本條目的範圍僅侷限於赤道以北及國際換日線以東的太平洋，於赤道以北及國際換日線以西的太平洋水域產生的風暴則被稱為颱風，並被列入2014年太平洋颱風季。在中東太平洋產生的熱帶風暴是由美國國家颶風中心及中太平洋颶風中心命名，國際編號為xxE或xxC。
2014年太平洋颶風季第一個氣旋生成於2014年5月22日的颶風阿曼達。以下各熱帶氣旋資訊以熱帶氣旋存在期間的最強形態為準。

## 熱帶氣旋

### 颶風阿曼達（Amanda）
2014年5月20日，一個低壓區在墨西哥西南部海面上生成。同日，美國海軍研究實驗室給予擾動編號92E。下午8時，美國國家颶風中心（NHC）對其未來兩天發展評級為「LOW」並發展機率為10%，未來五天發展評級為「MEDIUM」並發展機率為30%。
5月22日上午10時，美國國家颶風中心對其未來兩天發展評級為「LOW」並發展機率為20%，未來五天發展評級為「MEDIUM」並發展機率為40%。上午11時，美國國家颶風中心將其升格為熱帶低氣壓，並給予編號01E。
5月23日上午10時，美國國家颶風中心對其未來兩天發展評級為「HIGH」並發展機率為60%，未來五天發展評級為「HIGH」並發展機率為70%。上午11時，美國國家颶風中心將其升格為熱帶風暴，並命名為阿曼達（Amanda）。
5月24日上午8時，美國國家颶風中心將其升格為一級颶風。晚上8時，美國國家颶風中心將其直接升格為三級颶風。
5月25日上午2時，美國國家颶風中心將其升格為四級颶風。上午8時，阿曼達繼續增強至135kt的強度，成為東北太平洋歷史中五月最強的颶風。下午2時，阿曼達减弱至130kt的強度，氣壓935hPa。
5月26日下午2時，美國國家颶風中心將其降格為三級颶風。晚上8時，美國國家颶風中心將其降格為二級颶風。
5月27日上午2時，美國國家颶風中心再度將其升格為三級颶風。下午2時，美國國家颶風中心將其降格為二級颶風。下午8時，美國國家颶風中心將其直接降格為熱帶風暴。
5月28日，墨西哥民政部門人員指，熱帶風暴阿曼達造成當地3人死亡。米卻肯州一名50歲男子和8歲女孩被洪水沖走，格雷羅州一名男子被風吹倒的樹壓住死亡。
5月29日上午5時，美國國家颶風中心將其降格為熱帶低氣壓。上午11時，美國國家颶風中心對其發出最後的警報。

### 熱帶風暴鮑里斯（Boris）
2014年5月31日，一個低壓區在墨西哥東南部海面上生成。同日，美國海軍研究實驗室給予擾動編號93E。美國國家颶風中心（NHC）對其未來兩天發展評級為「MEDIUM」並發展機率為30%，未來五天發展評級為「HIGH」並發展機率為70%。
5月31日下午5時，美國國家颶風中心對其未來兩天發展評級為「HIGH」並發展機率為70%，未來五天發展評級為「HIGH」並發展機率為90%。
6月2日上午5時，美國國家颶風中心對其未來兩天發展評級為「HIGH」並發展機率為90%，未來五天發展評級為「HIGH」並發展機率為90%。下午2時，美國國家颶風中心將其升格為熱帶低氣壓，並給予編號02E。
6月3日上午11時，美國國家颶風中心將其升格為熱帶風暴，並命名為鮑里斯（Boris）。下午11時，美國國家颶風中心將其降格為熱帶低氣壓。
6月4日上午5時，美國國家颶風中心對其發出最後的警報。
其後，其殘餘雲系進入墨西哥灣重新爆發，美國海軍研究實驗室給予擾動編號90L。

### 颶風克里斯蒂娜（Cristina）
2014年6月7日，一個低壓區在墨西哥南部海面上生成。同日，美國海軍研究實驗室給予擾動編號94E。上午4時，美國國家颶風中心（NHC）對其未來兩天發展評級為「LOW」並發展機率為10%，未來五天發展評級為「MEDIUM」並發展機率為40%。下午4時，美國國家颶風中心對其未來兩天發展評級為「MEDIUM」並發展機率為40%，未來五天發展評級為「HIGH」並發展機率為80%。
6月8日上午11時，美國國家颶風中心對其未來兩天發展評級為「MEDIUM」並發展機率為50%，未來五天發展評級為「HIGH」並發展機率為80%。
6月9日上午11時，美國國家颶風中心對其未來兩天發展評級為「HIGH」並發展機率為90%，未來五天發展評級為「HIGH」並發展機率為90%。下午2時，美國國家颶風中心將其升格為熱帶低氣壓，並給予編號03E。下午4時，美國國家颶風中心將其升格為熱帶風暴，並命名為克里斯蒂娜（Cristina）。
6月11日午夜2時，美國國家颶風中心將其升格為一級颶風。晚上8時，美國國家颶風中心將其升格為二級颶風。其後，美國國家颶風中心於最佳路徑中將克里斯蒂娜的強度提升為100節，為三級颶風的強度。
6月12日午夜2時，美國國家颶風中心將其升格為三級颶風。上午5時，美國國家颶風中心將其升格為四級颶風。晚上8時，美國國家颶風中心將其降格為三級颶風。
6月13日午夜1時，美國國家颶風中心將其降格為二級颶風。下午1時，美國國家颶風中心將其降格為一級颶風。
6月14日上午5時，美國國家颶風中心將其降格為熱帶風暴。
6月15日上午5時，美國國家颶風中心將其降格為熱帶低氣壓。上午11時，美國國家颶風中心對其發出最後的警報。

### 熱帶風暴道格拉斯（Douglas）
2014年6月27日，一個低壓區在墨西哥南部海面上生成。同日，美國海軍研究實驗室給予擾動編號96E。下午5時，美國國家颶風中心（NHC）對其未來兩天發展評級為「MEDIUM」並發展機率為50%，未來五天發展評級為「HIGH」並發展機率為80%。
6月28日中午12時，美國國家颶風中心對其未來兩天發展評級為「HIGH」並發展機率為90%，未來五天發展評級為「HIGH」並發展機率為90%。下午2時，美國國家颶風中心將其升格為熱帶低氣壓，並給予編號04E。
6月29日下午5時，美國國家颶風中心將其升格為熱帶風暴，並命名為道格拉斯（Douglas）。
7月3日上午11時，美國國家颶風中心將其降格為熱帶低氣壓。下午11時，美國國家颶風中心再度將其升格為熱帶風暴。
7月4日下午11時，美國國家颶風中心將其降格為熱帶低氣壓。
7月5日上午5時，美國國家颶風中心對其發出最後的警報。

### 熱帶風暴依利達（Elida）
2014年6月29日，一個低壓區在墨西哥南部海面上生成。同日，美國海軍研究實驗室給予擾動編號97E。美國國家颶風中心（NHC）對其未來兩天發展評級為「MEDIUM」並發展機率為30%，未來五天發展評級為「MEDIUM」並發展機率為50%。
6月29下午11時，國家颶風中心對其未來兩天發展評級為「HIGH」並發展機率為60%，未來五天發展評級為「HIGH」並發展機率為60%。
6月30日上午2時，美國國家颶風中心對其未來兩天發展評級為「HIGH」並發展機率為70%，未來五天發展評級為「HIGH」並發展機率為70%。上午5時，美國國家颶風中心將其直接升格為熱帶風暴，同時給予編號05E及命名為依利達（Elida）。
7月1日下午5時，美國國家颶風中心將其降格為熱帶低氣壓，並對其發出最後的警報。

### 熱帶風暴福斯托（Fausto）
2014年7月7日，一個低壓區在東太平洋海面上生成。同日，美國海軍研究實驗室給予擾動編號99E。上午1時，美國國家颶風中心（NHC）對其未來兩天發展評級為「LOW」並發展機率為20%，未來五天發展評級為「LOW」並發展機率為20%。上午7時，美國國家颶風中心對其未來兩天發展評級為「MEDIUM」並發展機率為40%，未來五天發展評級為「MEDIUM」並發展機率為40%。上午9時，美國國家颶風中心對其未來兩天發展評級為「HIGH」並發展機率為60%，未來五天發展評級為「MEDIUM」並發展機率為60%。上午11時，美國國家颶風中心將其直接升格為熱帶風暴，同時給予編號06E及命名為福斯托（Fausto）。
7月9日午夜2時，美國國家颶風中心將其降格為熱帶低氣壓。上午5時，國家颶風中心對其發出最後的警報。

### 熱帶風暴瓦利（Wali）
2014年7月14日，一個低壓區在東太平洋海面上生成。同日，美國海軍研究實驗室給予擾動編號90E。下午5時，美國國家颶風中心（NHC）對其未來兩天發展評級為「MEDIUM」並發展機率為30%，未來五天發展評級為「MEDIUM」並發展機率為50%。下午11時，美國國家颶風中心對其未來兩天發展評級為「MEDIUM」並發展機率為50%，未來五天發展評級為「HIGH」並發展機率為60%。
7月15日下午5時，美國國家颶風中心對其未來兩天發展評級為「MEDIUM」並發展機率為30%，未來五天發展評級為「MEDIUM」並發展機率為40%。
其後，熱帶擾動90E進入中太平洋海域，因此改由中太平洋颶風中心（CPHC）發報。美國海軍研究實驗室重新給予擾動編號90C。
（HST）7月16日下午9時，中太平洋颶風中心對其未來兩天發展評級為「HIGH」並發展機率為80%。
（HST）7月17日上午1時，中太平洋颶風中心將其升格為熱帶低氣壓，並給予編號01C。上午8時，中太平洋颶風中心將其升格為熱帶風暴，並命名為瓦利（Wali）。
（HST）7月18日上午8時，中太平洋颶風中心將其降格為熱帶低氣壓。下午2時，中太平洋颶風中心對其發出最後的警報。

### 颶風吉納維芙（Genevieve）
2014年7月20日，一個低壓區在東太平洋海面上生成。同日，美國海軍研究實驗室給予擾動編號91E。上午5時，美國國家颶風中心（NHC）對其未來兩天發展評級為「LOW」並發展機率為10%，未來五天發展評級為「LOW」並發展機率為20%。下午5時，美國國家颶風中心對其未來兩天發展評級為「LOW」並發展機率為20%，未來五天發展評級為「MEDIUM」並發展機率為30%。下午11時，美國國家颶風中心對其未來兩天發展評級為「LOW」並發展機率為10%，未來五天發展評級為「LOW」並發展機率為20%。
7月21日下午5時，美國國家颶風中心對其未來兩天發展評級為「LOW」並發展機率為10%，未來五天發展評級為「LOW」並發展機率為10%。下午11時，美國國家颶風中心對其未來兩天發展評級為「LOW」並發展機率為20%，未來五天發展評級為「MEDIUM」並發展機率為30%。
7月22日下午11時，美國國家颶風中心對其未來兩天發展評級為「HIGH」並發展機率為60%，未來五天發展評級為「HIGH」並發展機率為80%。
7月23日上午5時，美國國家颶風中心對其未來兩天發展評級為「HIGH」並發展機率為70%，未來五天發展評級為「HIGH」並發展機率為80%。上午11時，美國國家颶風中心對其未來兩天發展評級為「HIGH」並發展機率為80%，未來五天發展評級為「HIGH」並發展機率為90%。
7月24日下午11時，美國國家颶風中心將其直接升格為熱帶風暴，同時給予編號07E及命名為吉納維芙（Genevieve）。
7月26日上午5時，美國國家颶風中心將其降格為熱帶低氣壓。
其後，吉納維芙進入中太平洋海域，因此改由中太平洋颶風中心（CPHC）發報。
（HST）7月27日下午2時，中太平洋颶風中心對其發出最後的警報。
（HST）7月29日上午8時，中太平洋颶風中心再次將其升格為熱帶低氣壓。
（HST）7月31日上午8時，中太平洋颶風中心對其發出最後的警報。
（HST）8月1日上午11時，中太平洋颶風中心對其未來兩天發展評級為「MEDIUM」並發展機率為50%。下午4時，中太平洋颶風中心对其未來兩天發展評級為「HIGH」並發展機率為90%。下午11時，中太平洋颶風中心对其未來兩天發展評級為「HIGH」並發展機率為100%。
（HST）8月2日上午2時，中太平洋颶風中心再次將其升格為熱帶低氣壓。上午8時，中太平洋颶風中心再次將其升格為熱帶風暴。下午2時，中太平洋颶風中心再次將其降格為熱帶低氣壓。
（HST）8月5日上午8時，中太平洋颶風中心又再次將其升格為熱帶風暴。下午11時，中太平洋颶風中心將其升格為一級颶風。
（HST）8月6日下午2時，中太平洋颶風中心將其直接升格為三級颶風。下午5時，中太平洋颶風中心將其升格為四級颶風。
其後，吉納維芙進入西北太平洋海域，中太平洋颶風中心發出最後的警報，並改由日本氣象廳（JMA）發報。

### 颶風埃爾南（Hernan）
2014年7月24日，一個低壓區在墨西哥南部海面上生成。同日，美國海軍研究實驗室給予擾動編號94E。下午11時，美國國家颶風中心（NHC）對其未來兩天發展評級為「LOW」並發展機率為20%，未來五天發展評級為「MEDIUM」並發展機率為50%。
7月25日上午8時，美國國家颶風中心對其未來兩天發展評級為「MEDIUM」並發展機率為50%，未來五天發展評級為「HIGH」並發展機率為60%。下午2時，美國國家颶風中心對其未來兩天發展評級為「HIGH」並發展機率為60%，未來五天發展評級為「HIGH」並發展機率為70%。下午8時，美國國家颶風中心對其未來兩天發展評級為「HIGH」並發展機率為70%，未來五天發展評級為「HIGH」並發展機率為80%。下午11時，美國國家颶風中心將其升格為熱帶低氣壓，並給予編號08E。
7月26日上午11時，美國國家颶風中心將其升格為熱帶風暴，並命名為埃爾南（Hernan）。
7月27日下午2時，美國國家颶風中心將其升格為一级颶風。下午11時，美國國家颶風中心將其降格為熱帶風暴。
7月29日上午5時，美國國家颶風中心將其降格為熱帶低氣壓，並發出最後的警报。

### 颶風伊塞萊（Iselle）
2014年7月30日，一個低壓區在東太平洋海面上生成。同日，美國海軍研究實驗室給予擾動編號95E。上午11時，美國國家颶風中心（NHC）對其未來兩天發展評級為「MEDIUM」並發展機率為30%，未來五天發展評級為「HIGH」並發展機率為80%。下午11時，美國國家颶風中心對其未來兩天發展評級為「MEDIUM」並發展機率為40%，未來五天發展評級為「HIGH」並發展機率為80%。
7月31日上午5時，美國國家颶風中心對其未來兩天發展評級為「HIGH」並發展機率為60%，未來五天發展評級為「HIGH」並發展機率為80%。下午5時，美國國家颶風中心將其直接升格為熱帶風暴，同時給予編號09E及命名為伊塞萊（Iselle）。
8月1日下午8時，美國國家颶風中心將其升格為一級颶風。
8月2日下午2時，美國國家颶風中心將其升格為二級颶風。
8月3日上午8時，美國國家颶風中心將其升格為三級颶風。下午8時，美國國家颶風中心將其降格為二級颶風。下午11時，美國國家颶風中心再次將其升格為三級颶風，並上調風速至三級颶風的上限（110 kn（200 km/h））。
8月4日上午5時，美國國家颶風中心將其升格為四級颶風。
8月5日上午2時，美國國家颶風中心將其降格為三級颶風。
其後，伊塞萊進入中太平洋海域，因此改由中太平洋颶風中心（CPHC）發報。
（HST）8月5日上午11時，中太平洋颶風中心將其降格為二級颶風。
（HST）8月6日上午2時，中太平洋颶風中心將其降格為一級颶風。
（HST）8月7日下午11時，中太平洋颶風中心將其降格為熱帶風暴。
（HST）8月8日下午11時，中太平洋颶風中心將其降格為熱帶低氣壓，並發出最後的警報。

### 颶風胡里奧（Julio）
2014年8月1日，一個低壓區在東太平洋海面上生成。同日，美國海軍研究實驗室給予擾動編號97E。上午5時，美國國家颶風中心（NHC）對其未來兩天發展評級為「MEDIUM」並發展機率為30%，未來五天發展評級為「HIGH」並發展機率為70%。上午11時，美國國家颶風中心對其未來兩天發展評級為「MEDIUM」並發展機率為40%，未來五天發展評級為「HIGH」並發展機率為80%。下午5時，美國國家颶風中心對其未來兩天發展評級為「HIGH」並發展機率為60%，未來五天發展評級為「HIGH」並發展機率為90%。
8月2日上午11時，美國國家颶風中心對其未來兩天發展評級為「HIGH」並發展機率為80%，未來五天發展評級為「HIGH」並發展機率為100%。下午5時，美國國家颶風中心對其未來兩天發展評級為「HIGH」並發展機率為90%，未來五天發展評級為「HIGH」並發展機率為100%。
8月3日下午5時，美國國家颶風中心將其升格為熱帶低氣壓，並給予編號10E。
8月4日上午2時，美國國家颶風中心將其升格為熱帶風暴，並命名為胡里奧（Julio）。
8月6日上午2時，美國國家颶風中心將其升格為一級颶風。
8月7日上午2時，美國國家颶風中心將其升格為二級颶風。下午8時，國家颶風中心將其升格為三級颶風。
其後，胡里奧進入中太平洋海域，因此改由中太平洋颶風中心（CPHC）發報。
（HST）8月8日上午5時，中太平洋颶風中心將其降格為二級颶風。
（HST）8月9日下午5時，中太平洋颶風中心將其降格為一級颶風。
（HST）8月11日下午5時，中太平洋颶風中心將其降格為熱帶風暴。
（HST）8月12日下午11時，中太平洋颶風中心再次將其升格為一級颶風。
（HST）8月13日下午11時，中太平洋颶風中心將其降格為熱帶風暴。
（HST）8月15日上午5時，中太平洋颶風中心將其降格為熱帶低氣壓，並發出最後的警報。

### 颶風卡琳娜（Karina）
2014年8月10日，一個低壓區在墨西哥西南部海面上生成。同日，美國海軍研究實驗室給予擾動編號99E。上午11時，美國國家颶風中心（NHC）對其未來兩天發展評級為「LOW」並發展機率為0%。下午5時，美國國家颶風中心對其未來兩天發展評級為「LOW」並發展機率為10%，未來五天發展評級為「HIGH」並發展機率為70%。
8月11日上午11時，美國國家颶風中心對其未來兩天發展評級為「LOW」並發展機率為20%，未來五天發展評級為「HIGH」並發展機率為80%。下午5時，美國國家颶風中心對其未來兩天發展評級為「MEDIUM」並發展機率為40%，未來五天發展評級為「HIGH」並發展機率為80%。晚上11時，美國國家颶風中心對其未來兩天發展評級為「MEDIUM」並發展機率為50%，未來五天發展評級為「HIGH」並發展機率為90%。
8月12日上午11時，美國國家颶風中心對其未來兩天發展評級為「HIGH」並發展機率為60%，未來五天發展評級為「HIGH」並發展機率為90%。下午5時，美國國家颶風中心對其未來兩天發展評級為「HIGH」並發展機率為90%，未來五天發展評級為「HIGH」並發展機率為90%。晚上8時，美國國家颶風中心將其升格為熱帶低氣壓，並給予編號11E。
8月13日上午8時，美國國家颶風中心將其升格為熱帶风暴，並命名為卡琳娜（Karina）。
8月14日下午2時，美國國家颶風中心將其升格為一级颶風。
8月15日午夜2時，美國國家颶風中心將其降格為熱帶風暴。
8月22日下午2時，美國國家颶風中心再度將其升格為一級颶風。
8月24日午夜2時，美國國家颶風中心將其降格為熱帶風暴。
8月25日上午8時，美國國家颶風中心將其降格為熱帶低氣壓。
8月26日晚上8時，美國國家颶風中心對其發出最後的警報。

### 颶風洛厄爾（Lowell）
2014年8月16日，一個低壓區在東太平洋海面上生成。同日，美國海軍研究實驗室給予擾動編號91E。上午11時，美國國家颶風中心（NHC）對其未來兩天發展評級為「MEDIUM」並發展機率為30%，未來五天發展評級為「HIGH」並發展機率為60%。下午5時，美國國家颶風中心對其未來兩天發展評級為「MEDIUM」並發展機率為50%，未來五天發展評級為「HIGH」並發展機率為70%。晚上11時，美國國家颶風中心對其未來兩天發展評級為「MEDIUM」並發展機率為50%，未來五天發展評級為「HIGH」並發展機率為80%。
8月17日上午5時，美國國家颶風中心對其未來兩天發展評級為「HIGH」並發展機率為70%，未來五天發展評級為「HIGH」並發展機率為80%。下午8時，美國國家颶風中心將其升格為熱帶低氣壓，並給予編號12E。
8月18日晚上8時，美國國家颶風中心將其升格為熱帶風暴，並命名為洛厄爾（Lowell）。
8月21日上午8時，美國國家颶風中心將其升格為一級颶風。下午5時，美國國家颶風中心將其降格為熱帶風暴。
8月23日晚上8時，美國國家颶風中心將其降格為熱帶低氣壓，並發出最後的警報。

### 颶風瑪麗（Marie）
2014年8月19日，一個低壓區在墨西哥南部海面上生成。同日，美國海軍研究實驗室給予擾動編號92E。下午5時，美國國家颶風中心（NHC）對其未來兩天發展評級為「MEDIUM」並發展機率為30%，未來五天發展評級為「HIGH」並發展機率為80%。
8月20日上午11時，美國國家颶風中心對其未來兩天發展評級為「MEDIUM」並發展機率為50%，未來五天發展評級為「HIGH」並發展機率為80%。
8月21日上午5時，美國國家颶風中心對其未來兩天發展評級為「HIGH」並發展機率為70%，未來五天發展評級為「HIGH」並發展機率為90%。上午11時，美國國家颶風中心對其未來兩天發展評級為「HIGH」並發展機率為80%，未來五天發展評級為「HIGH」並發展機率為90%。下午5時，美國國家颶風中心對其未來兩天發展評級為「HIGH」並發展機率為90%，未來五天發展評級為「HIGH」並發展機率為90%。下午8時，美國國家颶風中心將其升格為熱帶低氣壓，並給予編號13E。下午11時，美國國家颶風中心將其升格為熱帶風暴，並命名為瑪麗（Marie）。
8月22日晚上11時，美國國家颶風中心將其升格為一級颶風。
8月23日下午5時，美國國家颶風中心將其升格為二級颶風。晚上11時，美國國家颶風中心將其直接升格為四級颶風。
8月24日上午11時，美國國家颶風中心將其升格為五級颶風。下午5時，美國國家颶風中心將其降格為四級颶風。
8月25日晚上8時，美國國家颶風中心將其降格為三級颶風。
8月26日午夜2時，美國國家颶風中心將其降格為二級颶風。晚上8時，美國國家颶風中心將其降格為一級颶風。
8月27日下午2時，美國國家颶風中心將其降格為熱帶風暴。
8月29日午夜2時，美國國家颶風中心對其發出最後的警報。

### 颶風諾伯特（Norbert）
2014年8月31日，一個低壓區在墨西哥西南部海面上生成。同日，美國海軍研究實驗室給予擾動編號93E。下午11時，美國國家颶風中心（NHC）對其未來兩天發展評級為「LOW」並發展機率為20%，未來五天發展評級為「HIGH」並發展機率為70%。
9月2日上午5時，美國國家颶風中心對其未來兩天發展評級為「HIGH」並發展機率為100%。上午8時，美國國家颶風中心將其直接升格為熱帶風暴，同時給予編號14E及命名為諾伯特（Norbert）。
9月3日下午8時，美國國家颶風中心將其升格為一級颶風。
9月5日下午8時，美國國家颶風中心將其升格為二級颶風。
9月6日上午2時，美國國家颶風中心將其升格為三級颶風。下午2時，美國國家颶風中心將其降格為二級颶風。下午8時，美國國家颶風中心將其降格為一級颶風。
9月7日上午8時，美國國家颶風中心將其降格為熱帶風暴。
9月8日上午2時，美國國家颶風中心對其發出最後的警報。

### 颶風奧迪爾（Odile）
2014年9月8日，一個低壓區在墨西哥南部海面上生成。同日，美國海軍研究實驗室給予擾動編號94E。上午5時，美國國家颶風中心（NHC）對其未來兩天發展評級為「MEDIUM」並發展機率為30%，未來五天發展評級為「HIGH」並發展機率為70%。
9月9日上午11時，美國國家颶風中心對其未來兩天發展評級為「HIGH」並發展機率為60%，未來五天發展評級為「HIGH」並發展機率為90%。
9月10日上午2時，美國國家颶風中心將其升格為熱帶低氣壓，並給予編號15E。上午8時，美國國家颶風中心將其升格為熱帶風暴，並命名為奧迪爾（Odile）。
9月13日上午2時，美國國家颶風中心將其升格為一級颶風。
9月13日下午2時，美國國家颶風中心將其升格為二級颶風。晚上8時，美國國家颶風中心將其升格為三級颶風。
9月14日上午5時，美國國家颶風中心將其升格為四級颶風。下午2時，美國國家颶風中心將其降格為三級颶風。下午8時，美國國家颶風中心將其降格為二級颶風。
9月15日上午2時，美國國家颶風中心將其降格為一級颶風。上午8時，美國國家颶風中心將其降格為熱帶風暴。
9月17日上午2時，美國國家颶風中心將其降格為熱帶低氣壓，並發出最後的警報。

### 颶風波羅（Polo）
2014年9月14日，一個低壓區在墨西哥東南部海面上生成。同日，美國海軍研究實驗室給予擾動編號97E。
9月15日下午11時，美國國家颶風中心（NHC）對其未來兩天發展評級為「HIGH」並發展機率為80%，未來五天發展評級為「HIGH」並發展機率為90%。
9月16日上午0時，美國國家颶風中心對其未來兩天發展評級為「HIGH」並發展機率為100%，未來五天發展評級為「HIGH」並發展機率為100%。上午2時，美國國家颶風中心將其直接升格為熱帶風暴，同時給予編號17E及命名為波羅（Polo）。
9月17日下午11時，美國國家颶風中心將其升格為一級颶風。
9月18日下午5時，美國國家颶風中心將其降格為熱帶風暴。
9月22日上午2時，美國國家颶風中心將其降格為熱帶低氣壓。上午8時，美國國家颶風中心對其發出最後的警報。

### 颶風雷切爾（Rachel）
2014年9月21日，一個低壓區在墨西哥南部海面上生成。同日，美國海軍研究實驗室給予擾動編號99E。上午5時，美國國家颶風中心（NHC）對其未來兩天發展評級為「LOW」並發展機率為0%，未來五天發展評級為「MEDIUM」並發展機率為40%。
9月22日上午5時，美國國家颶風中心對其未來兩天發展評級為「HIGH」並發展機率為60%，未來五天發展評級為「HIGH」並發展機率為80%。
9月23日晚上11時，美國國家颶風中心對其未來兩天發展評級為「HIGH」並發展機率為80%，未來五天發展評級為「HIGH」並發展機率為90%。
9月24日上午8時，美國國家颶風中心將共升格為熱帶低氣壓，並給予編號18E。下午5時，美國國家颶風中心升格為熱帶風暴，並命名為雷切爾（Rachel）。
9月27日下午2時，美國國家颶風中心將其升格為一級颶風。
9月29日上午5時，美國國家颶風中心將其降格為熱帶風暴。
9月29日上午5時，美國國家颶風中心將其降格為熱帶低氣壓。上午11时，美国国家飓风中心对其发出最后的警报。

### 颶風西蒙（Simon）
2014年9月28日，一個低壓區在墨西哥南部海面上生成，美國海軍研究實驗室給予擾動編號90E。上午11時，美國國家颶風中心（NHC）對其未來兩天發展評級為「LOW」並發展機率為20%，未來五天發展評級為「HIGH」並發展機率為60%。
9月29日下午11時，美國國家颶風中心對其未來兩天發展評級為「MEDIUM」並發展機率為50%，未來五天發展評級為「HIGH」並發展機率為90%。
10月1日下午2時，美國國家颶風中心將其升格為熱帶低氣壓，並給予編號19E。
10月2日上午2時，美國國家颶風中心將其升格為熱帶風暴，並命名為西蒙（Simon）。
10月3日下午8時，美國國家颶風中心將其升格為一級颶風。
10月4日上午8時，美國國家颶風中心將其升格為二級颶風。下午2時，美國國家颶風中心將其升格為三級颶風。下午8時，美國國家颶風中心將其升格為四級颶風。
10月5日上午2時，美國國家颶風中心將其降格為三級颶風。上午8時，美國國家颶風中心將其降格為二級颶風。下午2時，美國國家颶風中心將其降格為一級颶風。下午5時，美國國家颶風中心將其降格為熱帶風暴。
10月7日下午5時，美國國家颶風中心將其降格為熱帶低氣壓，並發出最後的警報。

### 颶風安娜（Ana）
2014年10月11日，一個低壓區在東太平洋海面上生成，美國海軍研究實驗室給予擾動編號91E。上午5時，美國國家颶風中心（NHC）對其未來兩天發展評級為「LOW」並發展機率為0%，未來五天發展評級為「LOW」並發展機率為20%。
其後，熱帶擾動91E進入中太平洋海域，因此改由中太平洋颶風中心（CPHC）發報。同日，美國海軍研究實驗室重新給予擾動編號95C。
（HST）10月12日上午5時，中太平洋颶風中心對其未來兩天發展評級為「MEDIUM」並發展機率為50%。
（HST）10月13日上午2時，中太平洋颶風中心對其未來兩天發展評級為「HIGH」並發展機率為80%。上午8時，中太平洋颶風中心將其升格為熱帶低氣壓，並給予編號02C。下午3時，中太平洋颶風中心將其升格為熱帶風暴，並命名為安娜（Ana）。
（HST）10月17日上午1時，中太平洋颶風中心將其升格為一級颶風。
（HST）10月19日上午5時，中太平洋颶風中心將其降格為熱帶風暴。
（HST）10月24日上午7時，中太平洋颶風中心再度將其升格為一級颶風。
（HST）10月25日下午2時，中太平洋颶風中心將其降格為熱帶風暴。
（HST）10月26日上午2時，中太平洋颶風中心認為安娜已經轉化為溫帶氣旋。

### 熱帶風暴特魯迪（Trudy）
2014年10月14日，一個低壓區在墨西哥東南部海面上生成，美國海軍研究實驗室給予擾動編號92E。上午5時，美國國家颶風中心（NHC）對其未來兩天發展評級為「LOW」並發展機率為10%，未來五天發展評級為「MEDIUM」並發展機率為50%。下午5時，美國國家颶風中心對其未來兩天發展評級為「MEDIUM」並發展機率為30%，未來五天發展評級為「MEDIUM」並發展機率為60%。
10月15日下午5時，美國國家颶風中心對其未來兩天發展評級為「HIGH」並發展機率為60%，未來五天發展評級為「HIGH」並發展機率為70%。
10月17日上午5時，美國國家颶風中心對其未來兩天發展評級為「HIGH」並發展機率為70%，未來五天發展評級為「HIGH」並發展機率為80%。下午2時，美國國家颶風中心將其升格為熱帶低氣壓，並給予編號20E。下午8時，美國國家颶風中心將其升格為熱帶風暴，並命名為特魯迪（Trudy）。
10月18日下午5時，美國國家颶風中心將其降格為熱帶低氣壓，並對其發出最後的警報。
其後，其殘餘雲系進入坎佩切灣重新爆發，發展為2014年大西洋颶風季第九個熱帶氣旋－第九號熱帶低氣壓。（隨後發展為熱帶風暴漢娜）

### 颶風萬斯（Vance）
2014年10月25日，一個低壓區在墨西哥南部海面上生成，美國海軍研究實驗室給予擾動編號93E。下午5時，美國國家颶風中心（NHC）對其未來兩天發展評級為「LOW」並發展機率為20%，未來五天發展評級為「HIGH」並發展機率為70%。
10月27日上午5時，美國國家颶風中心對其未來兩天發展評級為「MEDIUM」並發展機率為40%，未來五天發展評級為「HIGH」並發展機率為80%。
10月28日上午5時，美國國家颶風中心對其未來兩天發展評級為「HIGH」並發展機率為100%，未來五天發展評級為「HIGH」並發展機率為100%。
10月30日上午2時，美國國家颶風中心將其升格為熱帶低氣壓，並給予編號21E。下午2時，美國國家颶風中心將其升格為熱帶風暴，並命名為萬斯（Vance）。
11月2日上午7時，美國國家颶風中心將其升格為一級颶風。下午7時，美國國家颶風中心將其升格為二級颶風。
11月4日上午7時，美國國家颶風中心將其升格為一級颶風。上午10時，美國國家颶風中心將其降格為熱帶風暴。下午10時，美國國家颶風中心將其降格為熱帶低氣壓。
11月5日下午1時，美國國家颶風中心對其發出最後的警報。

## 其他熱帶氣旋
除了被國家颶風中心和中太平洋颶風中心命名的熱帶氣旋外，還有一些沒被命名的熱帶低氣壓。以下列出那些熱帶氣旋的資料。

### 熱帶低氣壓16E
2014年9月9日，一個低壓區在東太平洋海面上生成。同日，美國海軍研究實驗室給予擾動編號95E。上午11時，美國國家颶風中心（NHC）對其未來兩天發展評級為「LOW」並發展機率為10%，未來五天發展評級為「LOW」並發展機率為20%。
9月10日上午5時，美國國家颶風中心對其未來兩天發展評級為「HIGH」並發展機率為60%，未來五天發展評級為「HIGH」並發展機率為60%。下午11時，美國國家颶風中心對其未來兩天發展評級為「HIGH」並發展機率為90%，未來五天發展評級為「HIGH」並發展機率為90%。
9月11日上午5時，美國國家颶風中心將其升格為熱帶低氣壓，並給予編號16E。
9月14日下午2時，美國國家颶風中心對其發出最後的警報。

## 風暴名稱

### 東太平洋
下面的名字將被用於於2014年在東北太平洋形成而又被命名的風暴。如果有退役名稱的話，將由世界氣象組織在2015年春天宣布。在這個名單中未退役的名字將在2020年的風季中再次使用。除了以阿曼達（Amanda）取代退役的阿爾瑪（Alma）之外，這將與2008年風季使用相同的名單。黑色體字表示今年已經使用過，黑色粗體名稱則表示該風暴活躍中，未使用之名字則以灰色字體表示，橙色表示下一個將會使用的名稱。 
| - Amanda - Boris - Cristina - Douglas - Elida - Fausto - Genevieve - Hernan | - Iselle - Julio - Karina - Lowell - Marie - Norbert - Odile - Polo | - Rachel - Simon - Trudy - Vance - Winnie（未用） - Xavier（未用） - Yolanda（未用） - Zeke（未用） |

### 中太平洋
下列名稱將用於2014年在中太平洋形成的風暴。
| - Wali | - Ana | - Ela（未用） | - Halola（未用） |

## 颶風季影響
以下圖表顯示了2014年太平洋颶風季的所有熱帶氣旋以及它們的登陸資料(如有)。在括號內的死亡人數屬於非直接，但仍與風暴有關的死亡。所有破壞及死亡數字都包括風暴在擾動及溫帶氣旋階段時的資料。
ACE的計算公式：{\displaystyle \sum _{}^{}{\frac {{v_{\mathrm {max} }}^{2}}{10^{4}}},}，單位為{\displaystyle 10^{4}kt^{2}}。
| 萨菲尔-辛普森飓风风力等级 |    |    |    |    |    |    |
| TD                        | TS | C1 | C2 | C3 | C4 | C5 |

| 风暴名称      | 持续日期                        | 风暴最高强度 | 最大持续风速 | 最低气压 （百帕） | ACE     | 登陆                                             | 登陆        | 登陆     | 损失 （百万美元） | 死亡人数 |
| 风暴名称      | 持续日期                        | 风暴最高强度 | 最大持续风速 | 最低气压 （百帕） | ACE     | 地点                                             | 时间        | 风速     | 损失 （百万美元） | 死亡人数 |
| ------------- | ------------------------------- | ------------ | ------------ | ----------------- | ------- | ------------------------------------------------ | ----------- | -------- | ----------------- | -------- |
| 阿曼達        | 5月22日－5月29日                | 四级飓风     | 250 km/h     | 932               | 18.7475 | 没有登陆                                         | 没有登陆    | 没有登陆 | 很少              | 3        |
| 鮑里斯        | 6月2日－6月4日                  | 热带风暴     | 75 km/h      | 998               | 0.3675  | 没有登陆                                         | 没有登陆    | 没有登陆 | 46.8              | 6        |
| 克里斯蒂娜    | 6月9日－6月15日                 | 四级飓风     | 240 km/h     | 935               | 12.4025 | 没有登陆                                         | 没有登陆    | 没有登陆 | 很少              | 0        |
| 道格拉斯      | 6月28日－7月5日                 | 热带风暴     | 75 km/h      | 1000              | 2.7975  | 没有登陆                                         | 没有登陆    | 没有登陆 | 很少              | 0        |
| 依利達        | 6月30日－7月1日                 | 热带风暴     | 85 km/h      | 1003              | 1.0925  | 没有登陆                                         | 没有登陆    | 没有登陆 | 0                 | 0        |
| 福斯托        | 7月7日－7月9日                  | 热带风暴     | 75 km/h      | 1004              | 0.8475  | 没有登陆                                         | 没有登陆    | 没有登陆 | 0                 | 0        |
| 瓦利          | 7月17日－7月19日                | 热带风暴     | 75 km/h      | 1001              | 0.64    | 没有登陆                                         | 没有登陆    | 没有登陆 | 0                 | 0        |
| 吉納維芙      | 7月24日－8月6日（離開中太平洋） | 三级飓风     | 185 km/h     | 965               | 24.3925 | 没有登陆                                         | 没有登陆    | 没有登陆 | 0                 | 0        |
| 埃爾南        | 7月25日－7月29日                | 一级飓风     | 120 km/h     | 992               | 2.9375  | 没有登陆                                         | 没有登陆    | 没有登陆 | 0                 | 0        |
| 伊塞莱        | 7月31日－8月8日                 | 四级飓风     | 220 km/h     | 947               | 22.9425 | 美國夏威夷州夏威夷縣帕哈拉沿海                   | 8月8日2時   | 95 km/h  | 79.2              | 1        |
| 胡里奧        | 8月3日－8月15日                 | 三级飓风     | 195 km/h     | 960               | 21.665  | 没有登陆                                         | 没有登陆    | 没有登陆 | 0                 | 0        |
| 卡琳娜        | 8月12日－8月26日                | 一级飓风     | 140 km/h     | 983               | 12.4775 | 没有登陆                                         | 没有登陆    | 没有登陆 | 0                 | 0        |
| 洛厄爾        | 8月18日－8月23日                | 一级飓风     | 120 km/h     | 980               | 4.97    | 没有登陆                                         | 没有登陆    | 没有登陆 | 0                 | 0        |
| 瑪麗          | 8月21日－8月29日                | 五级飓风     | 260 km/h     | 918               | 20.52   | 没有登陆                                         | 没有登陆    | 没有登陆 | 20                | 6        |
| 諾伯特        | 9月2日－9月8日                  | 三级飓风     | 205 km/h     | 950               | 11.6775 | 没有登陆                                         | 没有登陆    | 没有登陆 | 27.7              | 5        |
| 奧迪爾        | 9月10日－9月17日                | 四级飓风     | 220 km/h     | 918               | 14.0375 | 墨西哥南下加利福尼亞州洛斯卡沃斯卡布聖盧卡斯沿海 | 9月14日10時 | 205 km/h | 1220              | 15       |
| 奧迪爾        | 9月10日－9月17日                | 四级飓风     | 220 km/h     | 918               | 14.0375 | 墨西哥索諾拉州卡沃爾卡沿海                       | 9月17日4時  | 75 km/h  | 1220              | 15       |
| 16E           | 9月11日－9月14日                | 热带低氣压   | 55 km/h      | 1006              | 0       | 没有登陆                                         | 没有登陆    | 没有登陆 | 0                 | 0        |
| 波羅          | 9月16日－9月22日                | 一级飓风     | 120 km/h     | 979               | 5.925   | 没有登陆                                         | 没有登陆    | 没有登陆 | 7.5               | 1        |
| 雷切爾        | 9月24日－9月29日                | 一级飓风     | 140 km/h     | 980               | 6.4425  | 没有登陆                                         | 没有登陆    | 没有登陆 | 0                 | 0        |
| 西蒙          | 10月1日－10月7日                | 四级飓风     | 215 km/h     | 946               | 9.1525  | 没有登陆                                         | 没有登陆    | 没有登陆 | 未知              | 0        |
| 安娜          | 10月13日－10月26日              | 一级飓风     | 140 km/h     | 985               | 15.0975 | 没有登陆                                         | 没有登陆    | 没有登陆 | 很少              | 0        |
| 特魯迪        | 10月17日－10月18日              | 热带风暴     | 100 km/h     | 998               | 0.6975  | 墨西哥格雷羅州馬克利亞沿海                       | 10月18日5時 | 100 km/h | >0.532            | 8        |
| 萬斯          | 10月30日－11月5日               | 二级飓风     | 175 km/h     | 964               | 9.11    | 没有登陆                                         | 没有登陆    | 没有登陆 | 很少              | 0        |
| 季节总结      |                                 |              |              |                   |         |                                                  |             |          |                   |          |
| 23個 熱帶氣旋 | 5月23日－11月5日                |              | 260 km/h     | 918               | 218.94  | 4次登陆                                          | 4次登陆     | 4次登陆  | >1401.732         | 45       |

## 內部連結
- 2014年太平洋颱風季
- 2014年大西洋颶風季
- 2014年北印度洋氣旋季
- 2013－2014年西南印度洋熱帶氣旋季
- 2013－2014年澳洲地區熱帶氣旋季
- 2013－2014年南太平洋熱帶氣旋季
- 2014－2015年西南印度洋熱帶氣旋季
- 2014－2015年澳洲地區熱帶氣旋季
- 2014－2015年南太平洋熱帶氣旋季

## 外部連結
- 美國國家颶風中心（页面存档备份，存于）
- 美國中太平洋颶風中心（页面存档备份，存于）
- 美國海軍實驗室（页面存档备份，存于）
- ACE（页面存档备份，存于）